# Castledermot
Castledermot (en irlandais : Diseart Diarmad, ce qui signifie littéralement "ermitage de Dermot") est une ville de l'intérieur, au sud-est de l'Irlande, dans le comté de Kildare, à environ 75 km de Dublin et 10 km de la ville de Carlow. 

## Géographie
La rivière Lerr - un affluent de la rivière Barrow (le second plus long cours d'eau d'Irlande) - traverse la ville. 

## Histoire
Le premier Parlement d'Irlande connu s'est réuni à Castledermot le 18 juin 1264. En outre, la plus ancienne fenêtre intacte de l'ouest de l'Europe se trouve dans la ville ; elle faisait partie des ruines du monastère franciscain. Bien que large, la fenêtre a été travaillée dans une pierre unique. La vitre, s'il y en avait une, a disparu depuis longtemps.

## Démographie
La ville compte près de 1 500 habitants en 2016, mais la population augmente rapidement (887 habitants en janvier 2006), en raison de l'important et rapide développement de la région.

## Lieux intéressants
Dans la ville se trouvent divers vestiges, notamment une tour ronde, deux hautes croix et les ruines d'un monastère franciscain. Cinq kilomètres plus loin, se trouve le château de Kilkea, ancienne résidence du duc de Leinster, à présent un hôtel. Le château a été construit par Hugues de Lacy, lord de Meath, en 1180, avant de passer, plus tard, entre les mains des Fitzgerald. Garrett Og Fitzgerald, 11e comte de Kildare, aurait pratiqué la magie dans le château de Kilkea.

## Éducation
Dans la ville, se trouvent l'école nationale, Scoil Diarmada, sur la route d'Athy et l'établissement d'enseignement secondaire, Colaiste Lorcain, situés dans la rue principale.

## Sport
Castledermot a connu de nombreux succès : football gaélique (hommes et femmes), hurling, handball gaélique, football et cricket. 
L'équipe de Castle Villa A.F.C. a été créée en 1969 par Walter Brooks. Elle joue à Mullarney Park, sur la route de Baltinglass et a été championne de la ligue de football de Kildare senior à plusieurs occasions (1999 et 2001), elle a Bryan Byrne (en) comme ancien joueur emblématique.